# Володарське (імені Габіта Мусрепова район)
Волода́рське (каз. Володарское) — село у складі району імені Габіта Мусрепова Північноказахстанської області Казахстану. Входить до складу Дружбинського сільського округу, раніше було центром і єдиним населеним пунктом ліквідованої Володарської сільської ради.
Населення — 592 особи (2021; 786 у 2009, 1050 у 1999, 1096 у 1989).
Національний склад станом на 1989 рік:
- росіяни — 47 %
- українці — 21 %.